# Chronologie de la télévision française des années 2010
 (mai 2025).
Si vous disposez d'ouvrages ou d'articles de référence ou si vous connaissez des sites web de qualité traitant du thème abordé ici, merci de compléter l'article en donnant les références utiles à sa vérifiabilité et en les liant à la section « Notes et références ».
Cette page présente une chronologie de la télévision française des années 2010. Elle rassemble les évènements et les productions françaises ou étrangères (séries, feuilletons, émissions...) qui se sont montrés remarquables pour une raison ou une autre.
Les programmes cités ci-dessous sont indiqués suivant leur année d'apparition ou de première diffusion. Ils peuvent cependant apparaître une seconde fois, en certaines circonstances, comme le changement d'acteur principal pour une série, de présentateur pour une émission, avec indication de cette modification.

## Évènements notables
- Création de nouvelles chaînes de la TNT fin 2012 (D8, D17…).
- janvier 2018 : France Télévisions change l'habillage de toutes ses chaînes

## Émissions

### Émissions sur le cinéma
- 19 août 2010 - 2011 : CinéQuin sur Paris Première.
- 5 septembre 2016 : Le Journal du cinéma sur Canal+.
- 10 septembre 2016 : L'Hebdo cinéma (présenté par Laurie Cholewa) sur Canal+.
- 20 septembre 2016 : Mardi Cinéma sur France 2.

### Émissions de cuisine
- 22 février 2010 : Top Chef (présenté par Stéphane Rotenberg) sur M6.
- 19 août 2010 : MasterChef (France) (présenté par Carole Rousseau) sur TF1 (3 saisons).

### Émissions de talk-show
- 3 septembre 2010 : Semaine critique ! (présenté par Franz-Olivier Giesbert) sur France 2.
- septembre 2011 : Avant-premières (présenté par Élizabeth Tchoungui) sur France 2.
- 23 septembre 2011 : Zemmour et Naulleau (présenté par Éric Zemmour et Éric Naulleau) sur M6.
- 27 août 2012 - 1er juillet 2013 : Vous êtes en direct (présenté par Jean-Marc Morandini) sur NRJ 12.
- 8 octobre 2012 - 30 juin 2016 : Le Grand 8 (présenté par Laurence Ferrari) sur D8.
- 8 octobre 2012 : Touche pas à mon poste ! (présenté par Cyril Hanouna) sur D8.

### Émissions historiques
- 7 septembre 2011 : Histoire Immédiate (France 3)
- 12 septembre 2011 : Docs interdits (France 3)
- 28 septembre 2011 : L'Ombre d'un doute (France 3)
- 30 octobre 2013 : Sous les jupons de l'Histoire (Chérie 25)
- 15 septembre 2014 : Lundi en histoires (France 3)
- 4 novembre 2014 : L'Histoire au quotidien (M6)

### Émissions d'information
- 27 octobre 2014 : L'angle éco (France 2)

### Émissions destinées à la jeunesse
- 25 juin 2011 : Zouzous sur France 5.
- 29 août 2011 : ôôôôÔ ! sur France Ô.

### Émissions politiques
- 12 mai 2011 - 19 avril 2012 : Parole Directe (TF1)
- 23 juin 2011 - 26 mai 2016 : Des paroles et des actes (France 2)
- 2011 : BFM Politique (présenté par Olivier Mazerolle, puis par Jean-François Achilli puis par Apolline de Malherbe) (BFM TV)
- 20 février 2012 -  12 mars 2012 : Parole de candidat (TF1)
- 8 septembre 2012 - 26 juin 2016 : Le Supplément (Canal+)
- 12 juin 2016 : Vie politique (TF1)
- 15 septembre 2016 - 22 mai 2019 : L'Émission politique (France 2)[1]
- 18 septembre 2016 : C polémique (France 5)
- 25 septembre 2016 : Punchline (C8)
- 8 octobre 2016 : Menu président (Numéro 23)
- 9 octobre 2016 : Une ambition intime (M6)
- 2019 : Vous avez la parole (France 2)[1]

### Émissions sportives
- 15 novembre 2010 - 15 juin 2012 : Canal NBA (Canal+ Sport)
- 3 janvier 2012 : NBA Action Show (Direct Star)
- 20 septembre 2012 : 100 % foot (W9)
- 8 octobre 2012 : Lundi Basket (Sport+)
- 8 janvier 2013 : NBA Extra (BeIn Sports)
- 18 février 2013 - 20 décembre 2013 : Lunch Time (BeIn Sports)
- 12 avril 2013 : Rugby Pack (BeIn Sports)
- 26 août 2013 : J+1 (Canal+ Sport)
- 2013 - 2015 : La Séance Rugby (Canal+ Sport)
- 2015 : Télérugby (TF1)
- 1er novembre 2015 : Canal Rugby Club (Canal+)
- 17 novembre 2015 : Touche pas à mon sport !  (D8)
- 7 juin 2016 : After Foot (BFM Sport)
- 22 août 2016 : 19H30 Sport (Canal+ Sport)
- 5 septembre 2016 : Midi Sport (Canal+)

### Jeux
- 2010 : Les Douze Coups de Midi (TF1)
- 2011 : Chéri(e), fais les valises ! (France 2)
- 2011 : Personne n'y avait pensé ! (France 3)
- 2011 : Money Drop (TF1)
- 2011 : Seriez-vous un bon expert ? (France 2)
- 2012 : 60 secondes chrono (M6)
- 2012 : Au pied du mur ! (TF1)
- 2012 : Volte-face (France 2)
- 2012 : Harry (France 3)
- 2013 : Avec ou sans joker (France 2)
- 2013 : Le Cube (France 2)
- 2014 : Canapé quiz (TMC)
- 2014 : Qu'est-ce que je sais vraiment ? (M6)
- 2014 : L'Œuf ou la Poule ? (D8)